# Renfe série 592.2
Le 592.2 est un autorail prototype de la Renfe, les chemins de fer espagnols.

## Origine de cet engin
Le souci de la Renfe d'offrir des prestations inégalées jusqu'alors en matière de confort et de vitesse sur ses nouveaux services Intercity conduit à la création d'un curieux prototype basé sur des éléments de la série 592, qui a déjà fait ses preuves.

## Une première transformation réussie, mais restée unique.
Tandis que les ateliers de Valladolid se voient confier la transformation de 20 unités de la série 592 en autorails mixtes de première et deuxième classe avec caféteria, la firme MACOSA est contactée pour une transformation plus poussée, de concert avec la firme Associate Designers de Barcelone. Il s'agit d'obtenir une rame à grand parcours capable capable d'assurer le nouveau service Intercity sur les lignes non-électrifiées.
La base est fournie par les éléments moteurs 592-019 et 592-020 et par la remorque 592-010. Toute la remorque est assignée à la première classe. Le nombre de places est réduit et tout l'aménagement intérieur est refait. Le rapport d'engrenages est modifié afin d'atteindre une meilleure vitesse de pointe et plus de puissance. Pour différencier le nouveau prototype des autres 592, il reçoit la même décoration que les 444.5, blanc et bleu avec faces jaunes. À l'époque, il est prévu de transformer dix-neuf unités supplémentaires sur ce modèle.
Début 1989, le prototype 592-201 est livré au dépôt madrilène de Cerro-Negro. La présentation officielle au public a lieu en avril. En mai, il entre en service commercial sur Madrid-Atocha-Carthagène les jours ouvrables, et Madrid-Soria les week-ends. Dès le mois de septembre, il est remplacé par un Talgo sur Carthagène et se concentre sur le service Madrid-Soria qui est désormais baptisé Rio Duero. À partir de novembre, on peut également l'apercevoir sur Madrid-Cáceres-Badajoz.
La carrière du prototype dans sa première version est courte : le 18 aout 1991, il subit un incendie sur la ligne Madrid-Valence qui détruit complètement la motrice 592-201 et endommage sérieusement la remorque centrale. Entre-temps, le projet de transformer dix-neuf unités supplémentaires sur ce modèle est abandonné. Il semble que ce soit la fin de la carrière des 592 au service Intercity.

## Deuxième transformation en autorail bi-caisse
Après incendie du prototype, il est décidé de récupérer la motrice 592-202 restée intacte et de reconstruire la remorque endommagée en motrice.
La reconstruction est confiée aux ateliers Miro Reig d'Alcoy, qui ont déjà construit une petite série d'autorails pour la Renfe au lendemain de la guerre civile. Les transformations vont être beaucoup plus importantes que sur la première version, surtout sur la remorque.
Extérieurement, celle-ci reçoit une nouvelle cabine inspirée de celle des electrotrenes de la série 448, avec suppression de la porte d'intercirculation et pose d'un pare-brise de grande dimension et installation d'un pupitre de conduite central.
L'intérieur est aménagé en première et deuxième classes, avec suppression de la partie fourgon. De chaque côté de la caisse, l'une des portes d'accès des voyageurs est également supprimée afin d'accroitre la capacité. L'ensemble des deux motrices reçoit un carénage en toiture, qui a pour principal effet de faire disparaitre les "bosses" si caractéristiques. Les attelages automatiques Scharfenberg sont déposés et remplacés par des attelages classiques, ce qui interdit tout couplage avec d'autres séries d'autorails de la Renfe. La livrée est à nouveau modifiée : elle est à présent à dominante orange et blanc. Assez curieusement, en plus de la numérotation UIC, ce nouvel autorail prototype reçoit de gros numéros 2201 et 2301 peints en noir sur ses faces avant et arrière. Tranchant nettement sur les 592 de série, le nouveau 592-201 reçoit dès sa sortie le surnom d'Atomico.
Sous cette nouvelle forme, il entre en service commercial sur Madrid-Carthagène en septembre 1993. Début 1994, les fins de semaine, on le trouve ponctuellement sur Madrid-Aranda de Duero-Burgos. par la suite, il est essentiellement engagé sur Madrid-Plasencia-Cáceres et sur Madrid-Cuenca.